# Јаков Владовић
Јаков Владовић (Задар, 17. април 1983) хрватски је кошаркаш. Игра на позицији плејмејкера, а тренутно наступа за Шибенку.

## Биографија
Првих шест година каријере Владовић је провео у Задру, са којим је освојио Јадранску лигу, 4 Купа Крешимира Ћосића и првенство Хрватске 2005. Потом је две сезоне одиграо у Загребу, с којим је освојио Куп, након чега је уследио први инострани ангажман у руски Локомотиви.
Уследио је повратак у Задар у сезони када је клуб испао из АБА лиге. Потом је прешао у Широки, где је освојио дуплу круну и дао велики допринос најбољем пласману клуба у историји регионалне лиге (5. место). У сезони 2012/13. играо је за Крку, с којом је освојио првенство Словеније и Суперкуп, а следећу сезону провео је у Олимпији. Године 2014. вратио се у Загреб, да би у децембру прешао у литвански Лијеткабелис, а од марта 2015. поново је био у Загребу где је остао до лета 2016. када се враћа у Задар.
Сезону 2018/19. почео је у дресу задарских Јазина, али је након само једне одигране утакмице напустио овај клуб и прешао у загребачку Хермес Аналитику. Почетком јануара 2019. године потписао је за Цедевиту. Након полусезоне у екипи Цедевите, августа 2019. прелази у Шибенку.

## Успеси

### Клупски
- Задар:
  - Јадранска лига (1): 2002/03.
  - Првенство Хрватске (1): 2004/05.
  - Куп Хрватске (4): 2003, 2005, 2006, 2007.
- Загреб:
  - Куп Хрватске (1): 2008.
- Широки:
  - Првенство БиХ (1): 2011/12.
  - Куп БиХ (1): 2012.
- Крка:
  - Првенство Словеније (1): 2012/13.
  - Суперкуп Словеније (1): 2012.

### Репрезентативни
- Медитеранске игре:  2009.